# Linia kolejowa nr 228
Linia kolejowa nr 228 – drugorzędna, jednotorowa, częściowo zelektryfikowana linia kolejowa znaczenia państwowego łącząca Rumię ze stacją Gdynia Port Oksywie w dzielnicy Oksywie w Gdyni.
Do 1993 w godzinach szczytu linią kursowały 4 pary pociągów z Gdyni Chyloni do stacji Gdynia Port Oksywie. Pierwszy kurs pociągu na Oksywie przyjeżdżał z Kościerzyny i tam też wracał jako ostatni kurs z Oksywia. Pociągi te zestawione były przeważnie z wagonów piętrowych ciągniętych lokomotywą spalinową SP42 lub SU42, a w sezonie zimowym - ze względu na trudny profil trasy - lokomotywą serii SU46. Przed wprowadzeniem trakcji spalinowej obsługę trakcyjną zapewniały parowozy.